# Vidăcut, Harghita
Vidăcut (în maghiară Hidegkút, în trad. "Fântâna Rece", în germană Kaltenbrunn) este un sat în comuna Săcel din județul Harghita, Transilvania, România.

## Istoric
Până în 1926, satul a fost împărțit în Vidacutul Român (maghiară Székelyhidegkút) și Vidacutul Unguresc (maghiară Magyarhidegkút), partea românească fiind cea din sud iar partea maghiară fiind cea din nord. Ambele sate au fost atestate documentar pentru prima dată în anul 1432.